# Федеральный дворец
Федера́льный дворе́ц (фр. Palais fédéral, нем. Bundeshaus, итал. Palazzo federale, романш. Chasa federala, лат. Curia Confoederationis Helveticae) — здание в центре Берна (Швейцария), место заседания главных руководящих органов страны — Федерального собрания и Федерального совета.
Дворец был построен в 1894—1902 годах по проекту швейцарско-австрийского архитектора Ганса Вильгельма Ауэра, торжественное открытие состоялось 1 апреля 1902 года. Ранее парламент располагался в здании Федеральной ратуши (Bundesratshaus), построенной в 1852—1857 годах по проекту архитектора Якоба Фридриха Штудера, однако небольшая ратуша не могла удовлетворить нужды парламента, и было решено построить новое здание. Общая стоимость строительства Федерального дворца составила 7 198 000 швейцарских франков.
Архитектор Ауэр задумал здание в стиле помпезного неоренессанса с элементами барокко в качестве символического национального монумента с соответствующей иконографической программой внутреннего убранства. Высота Федерального дворца составляет 64 метра, внутри здания наибольшей высоты достигает потолок купола — 33 метра. В центре купола расположена мозаика, изображающая герб Швейцарии с надписью на латыни — Unus pro omnibus, omnes pro uno — «Один за всех, и все за одного», в окружении 22 гербов всех кантонов страны по состоянию на 1902 год. Вне мозаики изображён герб кантона Юра — самого молодого кантона страны, созданного лишь в 1979 году. В самом центре дворца, прямо под мозаикой купола, установлена статуя трёх основателей Швейцарии, автором которой является скульптор Джеймс Вибер.
Здание дворца открыто для свободного посещения практически круглый год. Специально для посетителей установлены галереи, откуда желающие могут наблюдать за заседаниями парламента. Фотографировать внутри здания запрещено, кроме 31 июля и 1 августа.
В 2006—2008 годах прошли последние крупные реставрационные работы.

## Галерея

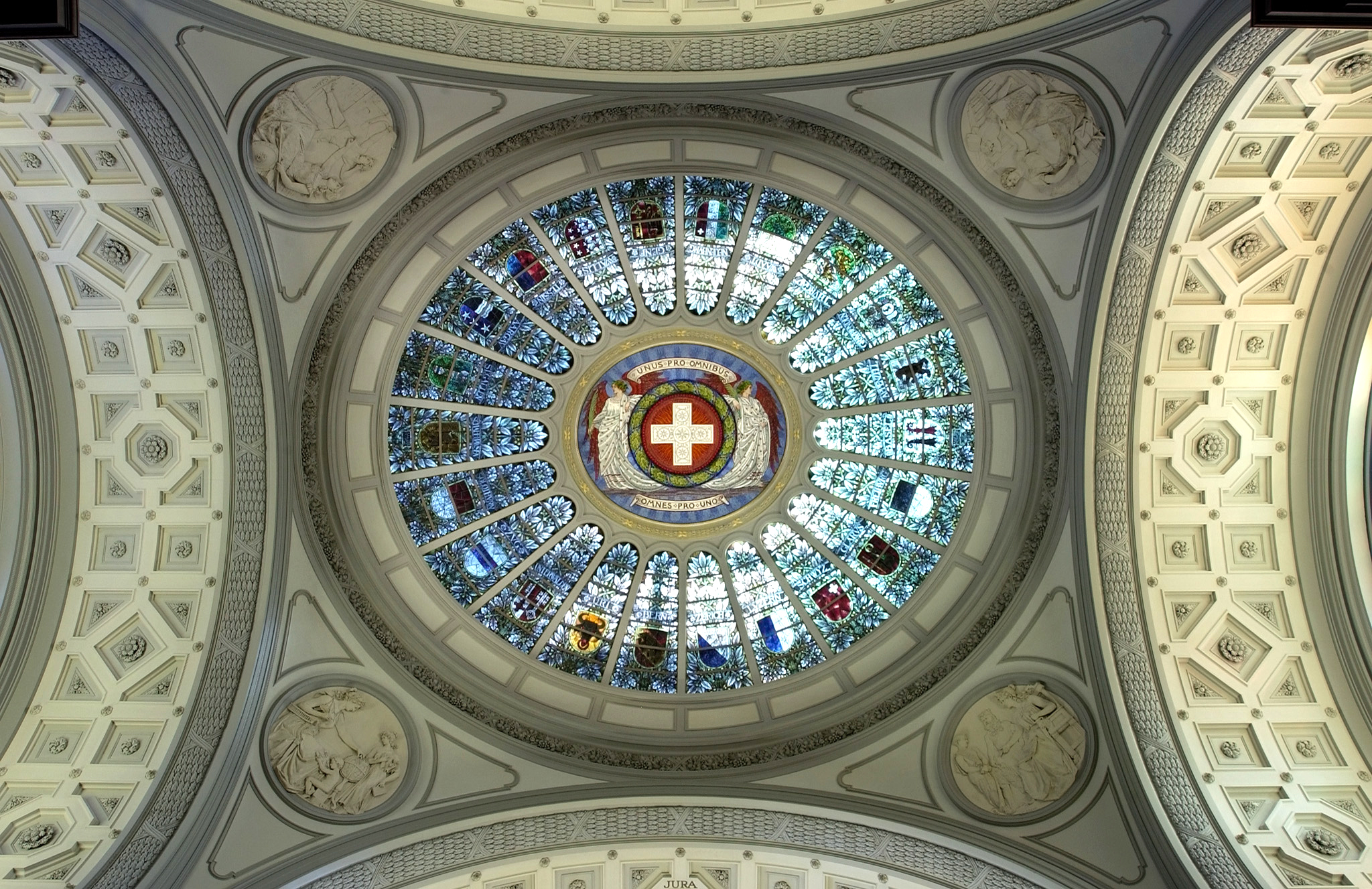
Мозаика внутри купола дворца
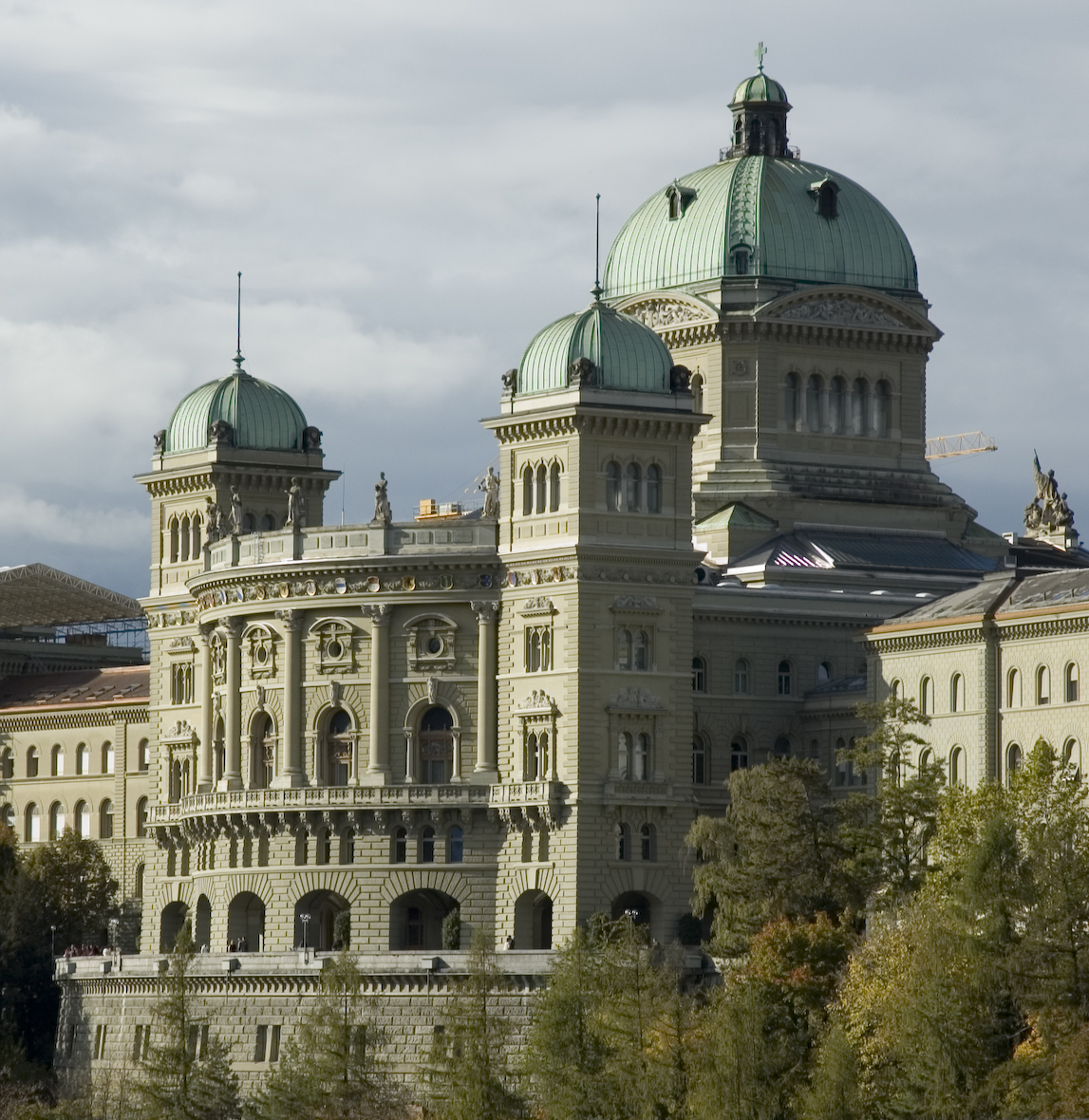
Южная сторона дворца
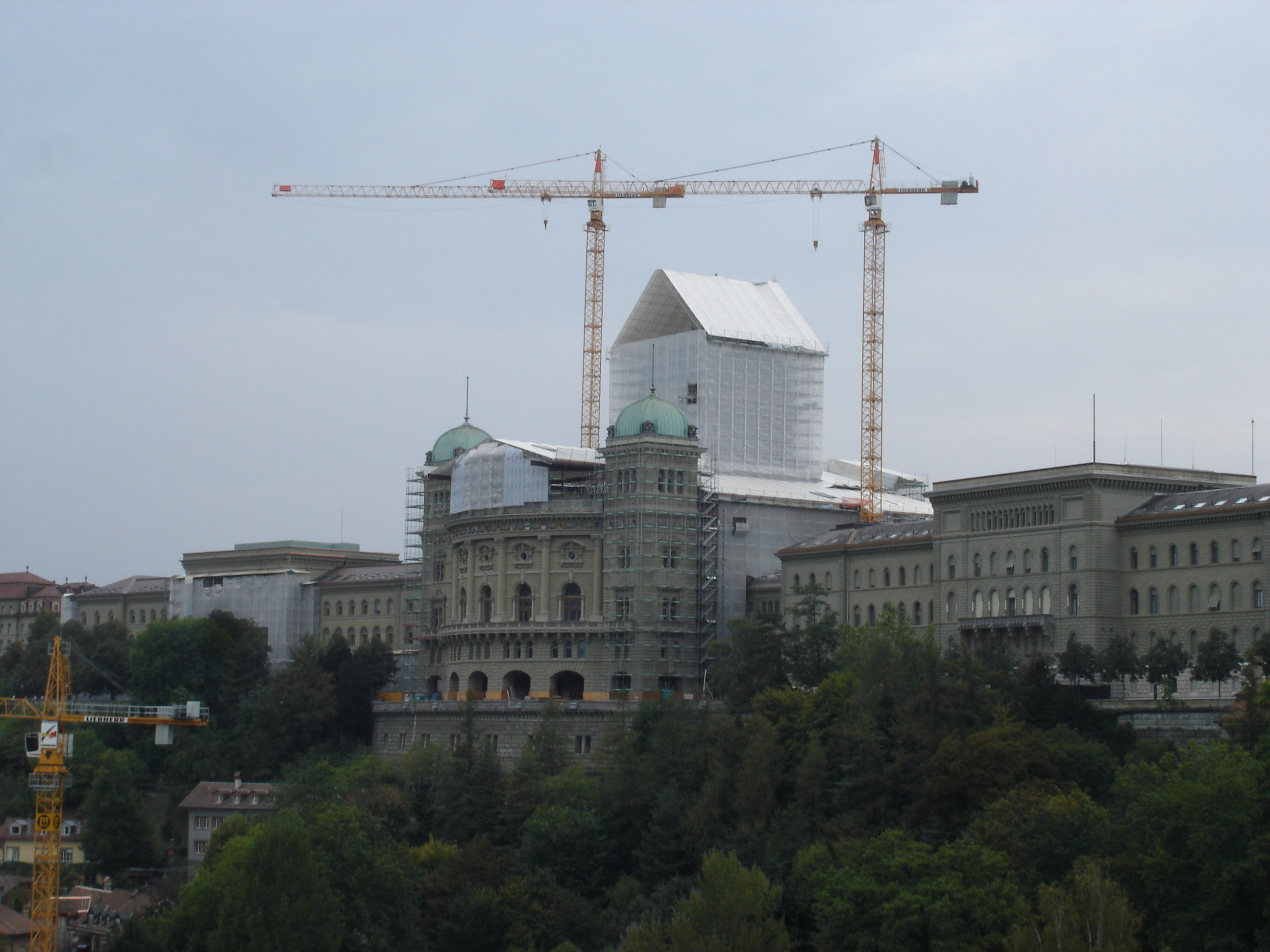
Реставрационные работы в 2006 году
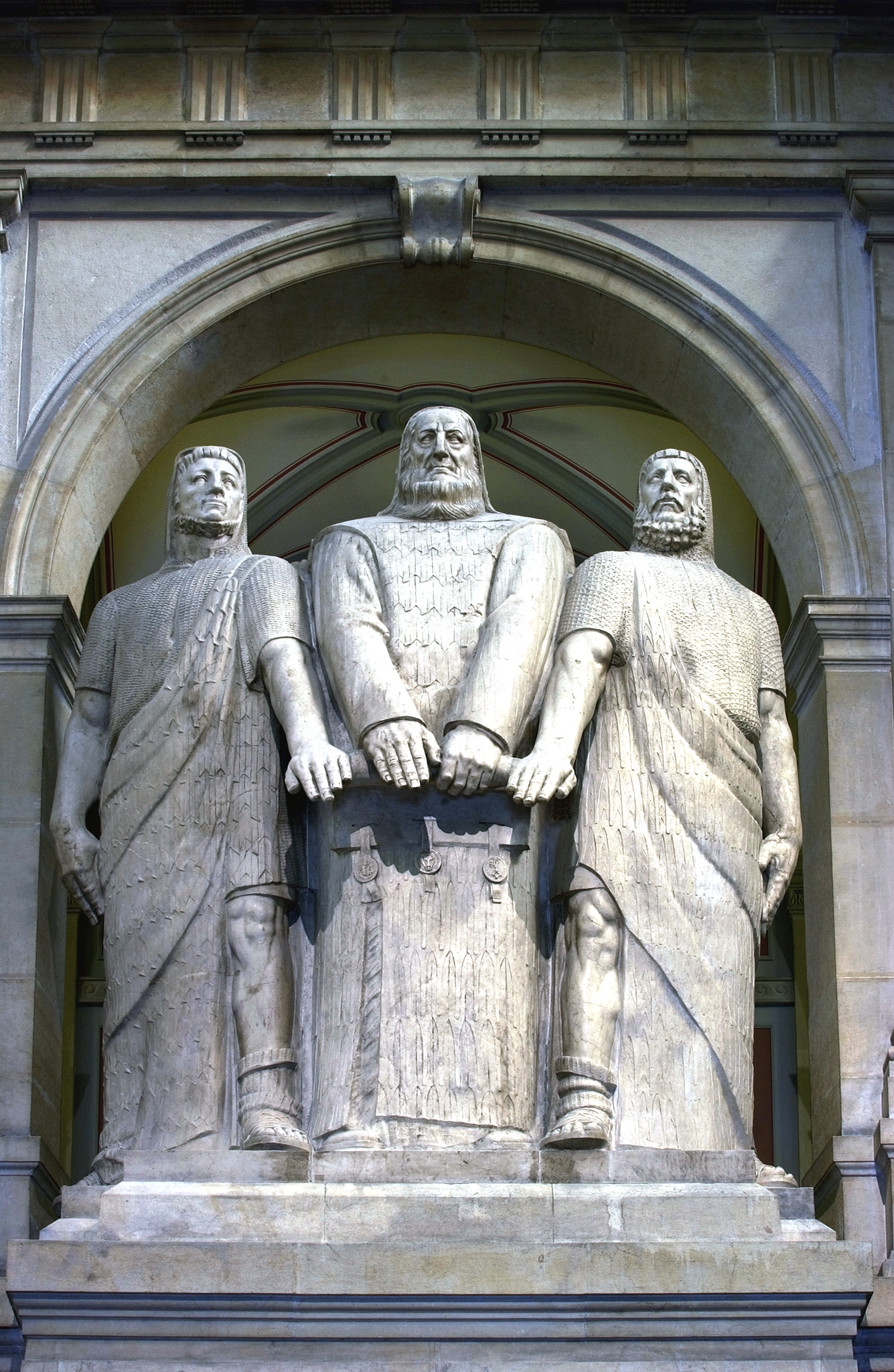
Статуя основателей
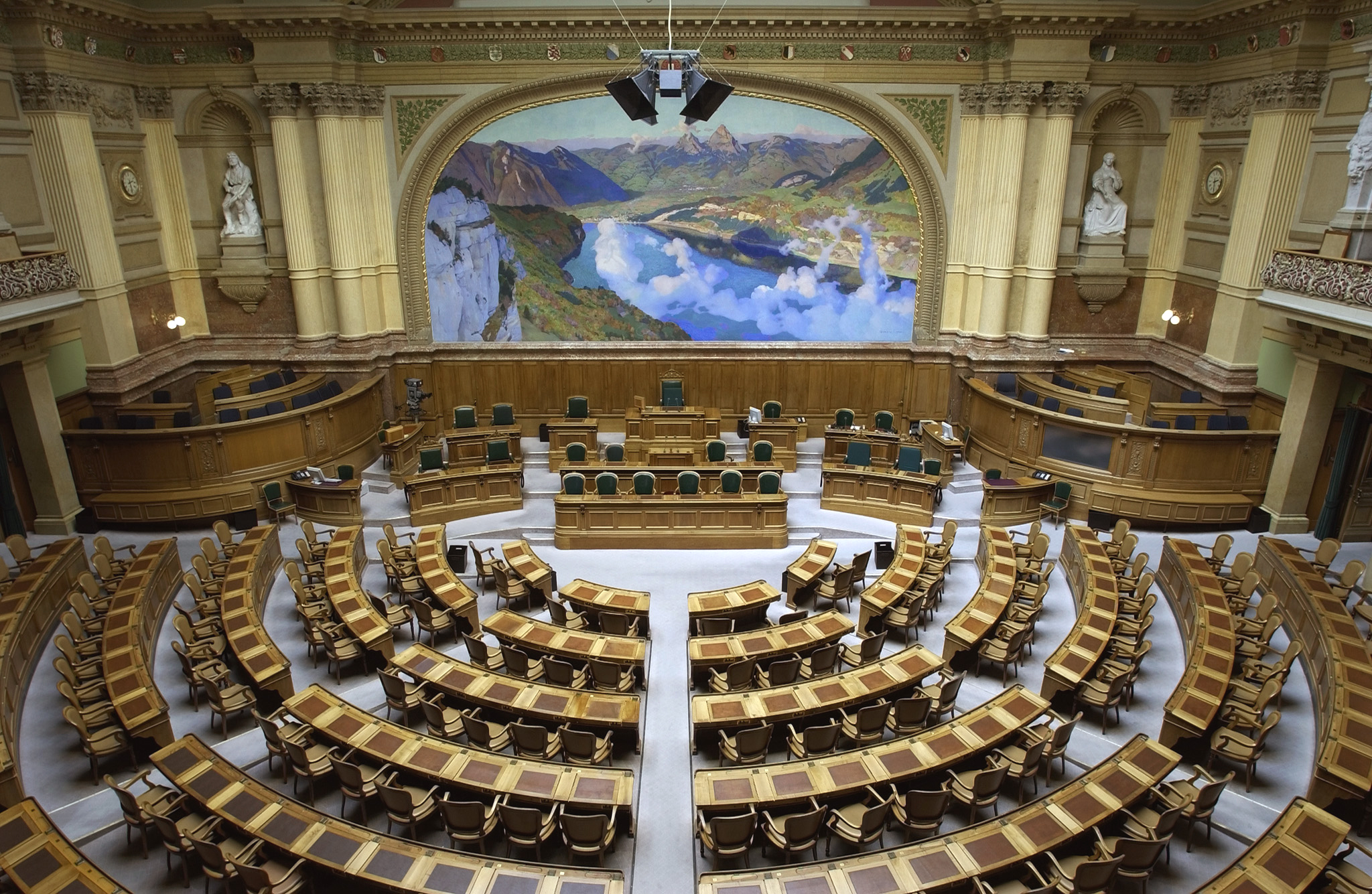
Зал заседаний Национального совета